# Henicolaboides gigantinus
Henicolaboides gigantinus es una especie de coleóptero de la familia Attelabidae.

## Distribución geográfica
Habita en la China, Bután, Laos, y Camboya[.